# Liste der Kulturdenkmale in Prohlis
Die Liste der Kulturdenkmale in Prohlis umfasst die Kulturdenkmale der Dresdner Gemarkung Prohlis. Aufgrund der Überbauung des bäuerlichen Dorfes ab 1976 mit dem Neubaugebiet Prohlis weist der Stadtteil trotz einer großen Bevölkerungszahl nur eine kleine Zahl an Kulturdenkmalen auf.

## Legende
- Bild: Bild des Kulturdenkmals, ggf. zusätzlich mit einem Link zu weiteren Fotos des Kulturdenkmals im Medienarchiv Wikimedia Commons. Wenn man auf das Kamerasymbol klickt, können Fotos zu Kulturdenkmalen aus dieser Liste hochgeladen werden:
- Bezeichnung: Denkmalgeschützte Objekte und ggf. Bauwerksname des Kulturdenkmals
- Lage: Straßenname und Hausnummer oder Flurstücknummer des Kulturdenkmals. Die Grundsortierung der Liste erfolgt nach dieser Adresse. Der Link (Karte) führt zu verschiedenen Kartendiensten mit der Position des Kulturdenkmals. Fehlt dieser Link, wurden die Koordinaten noch nicht eingetragen. Sind diese bekannt, können sie über ein Tool mit einer Kartenansicht einfach nachgetragen werden. In dieser Kartenansicht sind Kulturdenkmale ohne Koordinaten mit einem roten bzw. orangen Marker dargestellt und können durch Verschieben auf die richtige Position in der Karte mit Koordinaten versehen werden. Kulturdenkmale ohne Bild sind an einem blauen bzw. roten Marker erkennbar.
- Datierung: Baubeginn, Fertigstellung, Datum der Erstnennung oder grobe zeitliche Einordnung entsprechend des Eintrags in der sächsischen Denkmaldatenbank
- Beschreibung: Kurzcharakteristik des Kulturdenkmals entsprechend des Eintrags in der sächsischen Denkmaldatenbank, ggf. ergänzt durch die dort nur selten veröffentlichten Erfassungstexte oder zusätzliche Informationen
- ID: Vom Landesamt für Denkmalpflege Sachsen vergebene, das Kulturdenkmal eindeutig identifizierende Objekt-Nummer. Der Link führt zum PDF-Denkmaldokument des Landesamtes für Denkmalpflege Sachsen. Bei ehemaligen Kulturdenkmalen können die Objektnummern unbekannt sein und deshalb fehlen bzw. die Links von aus der Datenbank entfernten Objektnummern ins Leere führen. Ein ggf. vorhandenes Icon  führt zu den Angaben des Kulturdenkmals bei Wikidata.

## Liste der Kulturdenkmale in Prohlis
| Bild                                    | Bezeichnung                                                             | Lage                                             | Datierung                        | Beschreibung | ID       |
| --------------------------------------- | ----------------------------------------------------------------------- | ------------------------------------------------ | -------------------------------- | --- | -------- |
|                                         | Häuserzeile                                                             | Am Anger 2; 4; 6; 8; 10; 12 (Karte)              | 1932-1933 (Mehrfamilienwohnhaus) | von der Stadtgemeinde Dresden errichtet, typische Kleinwohnungs- und Siedlungsbauten um 1930, Wiederaufbau nach dem Zweiten Weltkrieg, baugeschichtlich und ortsgeschichtlich bedeutend | 09212220 |
| Direkt Bild zu diesem Denkmal hochladen | Platzanlage/Spielplatzanlagen                                           | Dohnaer Platz (Karte)                            | um 1925 (Schmuckplatz)           | gefasst von drei Häuserzeilen, gestaltetes Areal mit Baumallee(n), Heckenreihen, Treppen, gepflasterten Wegen usw., gartenkünstlerisch bedeutsam | 09306051 |
|                                         | Städtische Siedlung Prohlis: Häuserzeile                                | Dohnaer Platz 1; 3; 5; 7; 9; 11; 13; 15 (Karte)  | 1927-1928 (Wohnhaus)             | als charakteristisches Beispiel des Kleinwohnungs- und Siedlungsbaus um 1930 sowie als Teil einer Siedlungsanlage, wie sie während der Weimarer Republik und danach zahlreich an den Rändern der Stadt entstanden, baugeschichtlich, sozialgeschichtlich und stadtentwicklungsgeschichtlich bedeutend gemeinsam mit Dohnaer Platz 2–16 und 17–23 Bebauung Dohnaer Platz                                                   | 09212219 |
|                                         | Städtische Siedlung Prohlis: Häuserzeile                                | Dohnaer Platz 2; 4; 6; 8; 10; 12; 14;16 (Karte)  | 1927-1928 (Wohnhaus)             | als charakteristisches Beispiel des Kleinwohnungs- und Siedlungsbaus um 1930 sowie als Teil einer Siedlungsanlage, wie sie während der Weimarer Republik und danach zahlreich an den Rändern der Stadt entstanden, baugeschichtlich, sozialgeschichtlich und stadtentwicklungsgeschichtlich bedeutend gemeinsam mit Dohnaer Platz 1–15 und 17–23 Bebauung Dohnaer Platz                                                   | 09218944 |
|                                         | Städtische Siedlung Prohlis: Häuserzeile                                | Dohnaer Platz 17; 18; 19; 20; 21; 22; 23 (Karte) | 1927-1928 (Wohnhaus)             | als charakteristisches Beispiel des Kleinwohnungs- und Siedlungsbaus um 1930 sowie als Teil einer Siedlungsanlage, wie sie während der Weimarer Republik und danach zahlreich an den Rändern der Stadt entstanden, baugeschichtlich, sozialgeschichtlich und stadtentwicklungsgeschichtlich bedeutend gemeinsam mit Dohnaer Platz 1–15 und 2–16 Bebauung Dohnaer Platz                                                    | 09210490 |
| Weitere Bilder                          | Palitzsch-Denkmal: Denkmal                                              | Gamigstraße 24 (bei) (Karte)                     | 1877 (Denkmal)                   | auf flachem Sockel, Postament mit Relief und Inschrift sowie bekrönendem Globus einschließlich verschiedener Kränze und Instrumente, kunstgeschichtlich und personengeschichtlich bedeutend; Denkmal für den Astronomen Johann Georg Palitzsch | 09212217 |
| Weitere Bilder                          | Palitzschhof: Wohnstallhaus und Seitengebäude eines ehem. Dreiseithofes | Gamigstraße 24; 26 (Karte)                       | bez. 1851 (Wohnstallhaus)        | an Erbauer Johann Gotthelf Hünichen erinnernde Inschrifttafel, Zeugnis ländlicher Architektur und Volksbauweise seiner Zeit, baugeschichtlich bedeutend, auf der Stelle des alten Palitzsch-Hofes (Wohn- und Wirkungsstätte des bedeutenden Bauerngelehrten Johann Georg Palitzsch 1723-1788) stehend | 09212216 |
| Weitere Bilder                          | 45. Volksschule; Hülßegymnasium: Schulgebäude über L-förmigem Grundriss | Hülßestraße 16 (Karte)                           | 1927-1929 (Schule)               | sachlicher, klar gegliederter Bau in der Formensprache des Bauhauses von Paul Wolf, zur Entstehungszeit eine der modernsten Schulen des Landes, baugeschichtlich und ortsgeschichtlich bedeutend, wohl auch künstlerisch von Belang | 09212215 |
|                                         | Städtische Siedlung Prohlis: Häuserzeile                                | Tornaer Straße 11; 13; 15 (Karte)                | 1927-1928 (Mehrfamilienwohnhaus) | von der Stadtgemeinde erbaut, als charakteristisches Beispiel des Kleinwohnungs- und Siedlungsbaus um 1930 sowie als Teil einer Siedlungsanlage, wie sie während der Weimarer Republik und danach zahlreich an den Rändern der Stadt entstanden, baugeschichtlich, sozialgeschichtlich und stadtentwicklungsgeschichtlich bedeutend                                                                                       | 09212218 |
|                                         | Städtische Siedlung Prohlis: Häuserzeile                                | Tornaer Straße 17; 19; 21 (Karte)                | 1927-1928 (Mehrfamilienwohnhaus) | von der Stadtgemeinde erbaut, als charakteristisches Beispiel des Kleinwohnungs- und Siedlungsbaus um 1930 sowie als Teil einer Siedlungsanlage, wie sie während der Weimarer Republik und danach zahlreich an den Rändern der Stadt entstanden, baugeschichtlich, sozialgeschichtlich und stadtentwicklungsgeschichtlich bedeutend                                                                                       | 09218945 |
|                                         | Städtische Siedlung Prohlis: Häuserzeile                                | Tornaer Straße 23; 25; 27 (Karte)                | 1927-1928 (Mehrfamilienwohnhaus) | von der Stadtgemeinde erbaut, als charakteristisches Beispiel des Kleinwohnungs- und Siedlungsbaus um 1930 sowie als Teil einer Siedlungsanlage, wie sie während der Weimarer Republik und danach zahlreich an den Rändern der Stadt entstanden, baugeschichtlich, sozialgeschichtlich und stadtentwicklungsgeschichtlich bedeutend                                                                                       | 09218946 |
|                                         | Städtische Siedlung Prohlis: Häuserzeile                                | Tornaer Straße 29; 31; 33 (Karte)                | 1927-1928 (Mehrfamilienwohnhaus) | von der Stadtgemeinde erbaut; als charakteristisches Beispiel des Kleinwohnungs- und Siedlungsbaus um 1930 sowie als Teil einer Siedlungsanlage, wie sie während der Weimarer Republik und danach zahlreich an den Rändern der Stadt entstanden, baugeschichtlich, sozialgeschichtlich und stadtentwicklungsgeschichtlich bedeutend                                                                                       | 09218947 |
|                                         | Städtische Siedlung Prohlis: Häuserzeile                                | Tornaer Straße 35; 37; 39 (Karte)                | 1928-1929 (Wohnhaus)             | von der Stadtgemeinde erbaut; als charakteristisches Beispiel des Kleinwohnungs- und Siedlungsbaus um 1930 sowie als Teil einer Siedlungsanlage, wie sie während der Weimarer Republik und danach zahlreich an den Rändern der Stadt entstanden, baugeschichtlich, sozialgeschichtlich und stadtentwicklungsgeschichtlich bedeutend                                                                                       | 09218948 |
|                                         | Städtische Siedlung Prohlis: Häuserzeile                                | Tornaer Straße 41; 43; 43b (Karte)               | 1928-1929 (Wohnhaus)             | von der Stadtgemeinde erbaut, als charakteristisches Beispiel des Kleinwohnungs- und Siedlungsbaus um 1930 sowie als Teil einer Siedlungsanlage, wie sie während der Weimarer Republik und danach zahlreich an den Rändern der Stadt entstanden, baugeschichtlich, sozialgeschichtlich und stadtentwicklungsgeschichtlich bedeutend                                                                                       | 09218949 |
|                                         | Städtische Siedlung Prohlis: Doppelwohnhaus in offener Bebauung         | Zeisigweg 39; 41 (Karte)                         | 1926-1927 (Doppelwohnhaus)       | letztes Holzhaus der Siedlung, charakteristisches Holzhaus um 1930, bauliches Zeugnis der Architekturbewegung jener Zeit, preiswert und solide gestaltete Wohnhäuser auch in Fertigteilbauweise anzubieten, baugeschichtlich von Bedeutung Letztes bestehendes Doppelhaus einer ehemals aus 50 Häusern bestehenden Holzsiedlung, die von Höntsch & Co. Niedersedlitz und den Deutschen Werkstätten Hellerau gebaut wurde. | 09218950 |